# 識字運動
識字運動（しきじうんどう）は、中国の基礎教育運動のことである。

## 概要
中国の国字・国語改革運動は、日清戦争以後近代化運動の過程で推進された。識字運動の発端は、五・四文化革命の影響下に組織された「中華平民教育促進会｣における晏陽初らの実践とされている。晏は第一次世界大戦中、ヨーロッパにおける中国人労働者教育の経験を元に、文盲教育用テキスト『平民千字課』を編集した。1941年から1942年以後、中国共産党の実効支配する解放区では、土地改革と結びついた教師による識字教育の実践が見られる。
中華人民共和国成立後、政府直属機関である中国文字改革委員会により、漢字簡化・常用字整理が進む一方、人民解放軍兵士の創案による「速成識字法｣の全国的実施などにより、運動は相当進展した。政府は、識字運動と並行して、1955年から普通話の普及に努力し、1958年に漢字のローマ字つづりの方式を決定して以後はローマ字学習から始めて漢字を習得する方法を推進している。